# تشيكو هونما
تشيكو هونما (本間 知恵子) هو لاعب كرة قدم. ولعبت مع منتخب اليابان لكرة القدم للسيدات.